# Jelena Wiktorowna Tschernjawskaja
Jelena Wiktorowna Tschernjawskaja (russisch Елена Викторовна Чернявская, englische Transkription Elena Chernyavskaya; * 25. September 1987) ist eine russische Badmintonspielerin. 

## Karriere
Jelena Tschernjawskaja wurde 2004 russische Juniorenmeisterin im Damendoppel. 2006 war sie in der gleichen Disziplin bei den Lithuanian International erfolgreich, 2007 bei den Slovak International im Mixed. 2006 siegte sie bei den Riga International im gemischten Doppel.